# Avicranium
Avicranium var ett släkte drepanosaurier som levde under yngre trias. Fossil från Avicranium har påträffats i New Mexico, USA. Den enda kända arten är Avicranium renestoi. Släktets namn "Avicranium" bygger på latin och betyder "fågelskalle"; en referens till dess ovanligt fågellika skalle. Namnet "renestoi" tilldelades typarten efter paleontologen Silvio Renesto, känd för sina studier av italienska drepanosaurier.

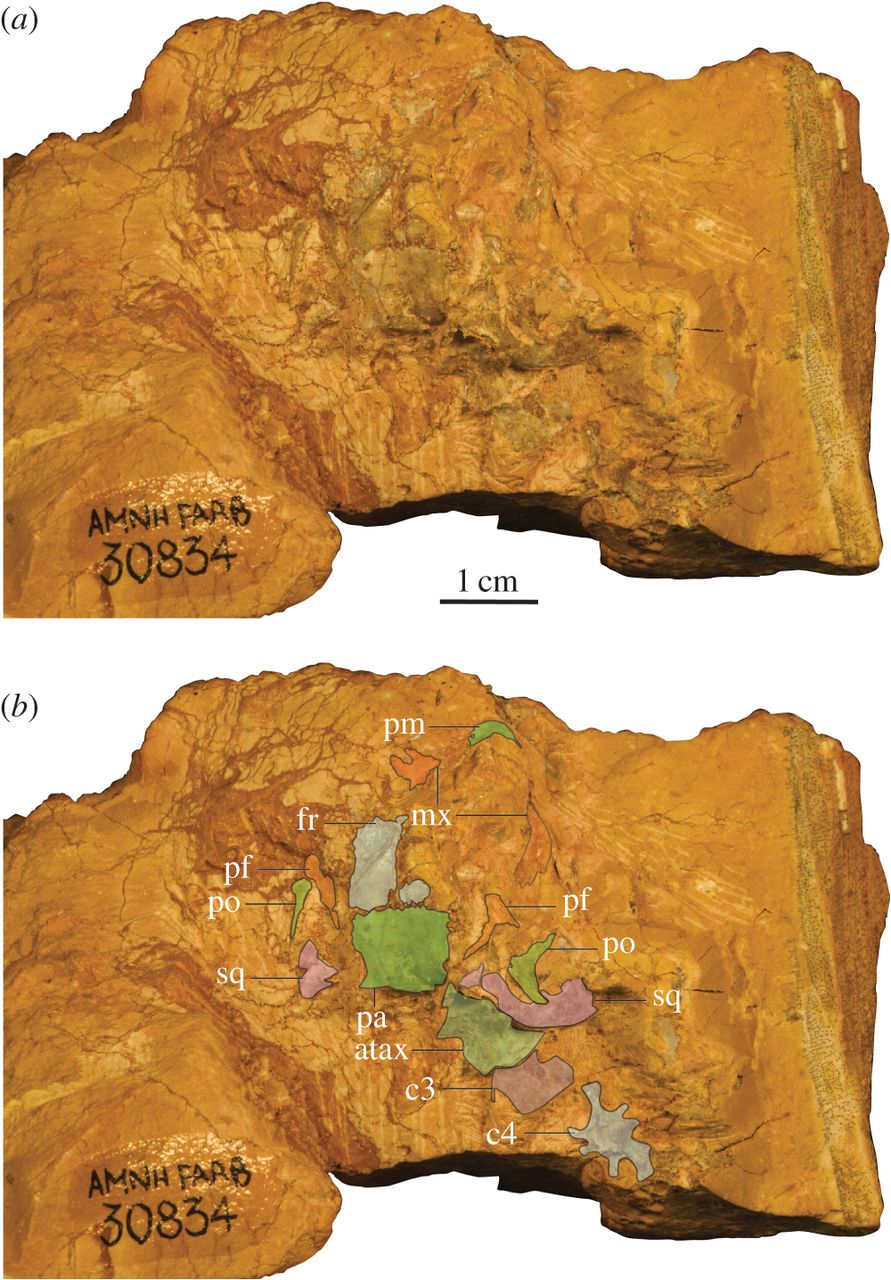
AMNH FARB 30834, mestadels täckt av sten.